# Johann Friedrich Unger

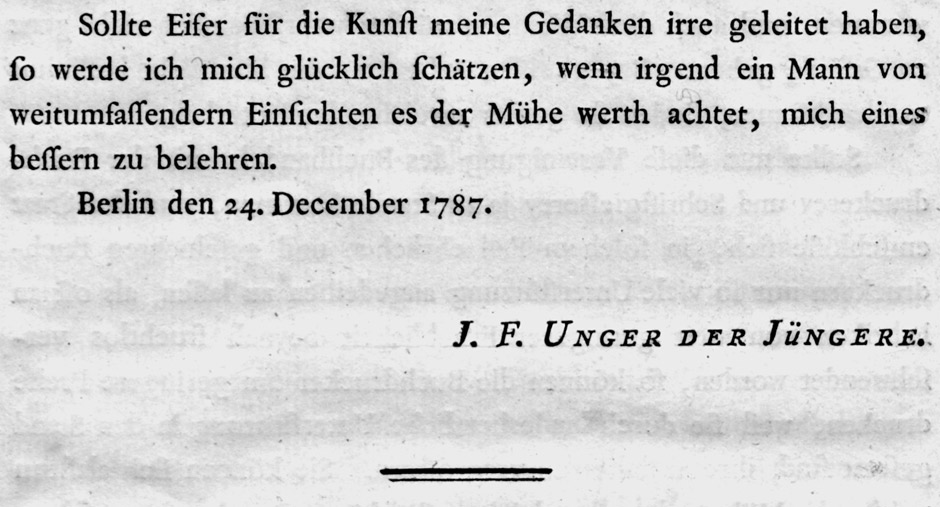
Unger-féle tipográfia 1787-ből

Johann Friedrich Unger (Berlin, 1753. augusztus – Berlin, 1804. december 26.) német  fametsző, nyomdász, kiadó és betűöntő. A kiadói központként is jelentőssé váló porosz főváros, Berlin könyviparának kiemelkedő személyisége, a klasszicista könyvművészet egyik jelentős képviselője, aki saját tervezésű fraktúrjáról is nevezetes. Neve Johann Friedrich Gottlieb Unger formában is előfordul.

## Élete
Johann Friedrich Unger a Berlinben letelepedett nyomdász, Johann Georg Unger és felesége, Susanna Katharina ötödik fia. Születésének pontos napja ismeretlen, csupán keresztelésének időpontja maradt fent, ez 1753. augusztus 26. Apja mesterségét a Georg Jakob Decker-féle udvari nyomdában tanulta ki. Tevékenységi köre bővítése érdekében elsajátította az akkoriban újra virágkorát élő fametszést is. 1779-ben kérelmet nyújtott be egy saját nyomda alapítására, amelyre 1780 januárjában engedélyt is kapott. Még abban az évben megnyitotta nyomdáját, amit később egy kiadói könyvkereskedéssel bővített.
1784-től próbálkozott azzal, hogy engedélyt kapjon egy újság kiadására, amely az első berlini napilap lett volna. A kérelmét azonban mindig elutasították, mivel a két meglévő berlini újságot (Vossische Zeitung, illetve Haude & Spenerschen Berlinischen Nachrichten) elegendőnek találták, és egy újabb újság már túl nagy terhet rótt volna a cenzorra. Mindenesetre 1802-ben Unger társtulajdonosa lett a Vossische Zeitungnak.
1788-ban a Művészetek Akadémiájának (Akademie der Künste) nyomdásza, majd két évvel később, 1790-ben tagja is lett, 1800-tól pedig már mint a fametszőművészet professzora tanított. A fellendülő kiadóvállalat mellett 1791-től betűöntödét is üzemeltetett. Amellett, hogy a Porosz Királyi Tudományos Akadémia (Akademie der Wissenschaften) összes írásának kiadója volt, 1794-ben még megkapta valamennyi porosz naptár nyomtatásának és terjesztésének az akadémiai jogát is. 1798-ban elkezdte egy saját hangjegyöntöde felépítését.
1785-ben feleségül vette Friederike Helene Rothenburg írónőt, aki már 1784-ben a Julchen Grünthal című regényével ismertséget szerzett. Unger halála után felesége vezette tovább a kiadót, de nagyon kevés sikerrel. Nem tudta fenntartani az eladósodott vállalkozást, így egyes források szerint 1811-ben, míg mások szerint már 1809-ben csődbe ment.

## Munkássága
A betűöntésben – különösen a fraktúr megújításában (Unger-fraktúr) – játszott kiemelkedő szerepén túl Unger a német klasszikus szerzők műveinek nyomdászaként és kiadójaként is jelentőset alkotott. Célja volt ugyanis híres írók és költők munkáinak méltó formában való közreadása. Így számos alkotást jelentetett meg tőlük, például:
- Johann Wolfgang von Goethe: A római karnevál (Das römische Carneval), 1789
- Johann Wolfgang von Goethe: Wilhelm Meister tanulóévei (Wilhelm Meisters Lehrjahre), 1795–1796
- Johann Wolfgang von Goethe: Új írások (Neue Schriften)[12]
- Friedrich Schiller: Az orléansi szűz (Die Jungfrau von Orléans), 1802[15]
- August Wilhelm Schlegel Shakespeare-fordítása, 1797 és 1810 között
- Friedrich Schleiermacher: A vallásról. Beszédek a vallást megvető művelt közönséghez (Über die Religion. Reden an die Gebildeten unter ihren Verächtern), 1799[12]

Unger saját maga kiadójaként és íróként is tevékeny volt. Első két publikációja, amelyekben művészetének mesterfogásait lefektette, 1779-ben jelent meg. A Sechs Figuren für die Liebhaber der schönen Künste Breslauban, míg a Schattenrisse sechs Berlinischer Gelehrter in Holz geschnitten Berlinben került kiadásra.

## Kapcsolata Goethével és Schillerrel
Unger Goethével Lipcsében ismerkedett meg 1800-ban. Üzleti kapcsolatban is álltak, a költő több munkája nála jelent meg, emellett természettudományos írásainak is szívesen lett volna kiadója. A Goethe által felkínált Wilhelm Meister francia fordítást azonban Unger elutasította.
Schillerrel Unger közelebbi, személyes kapcsolatban állt. Nála jelent meg Schiller sógornőjének Liliom Ágnes című regénye is. Unger ajándékokat küldött, beszerzéseket intézett Schiller számára, és késznek mutatkozott annak színházi darabjait is értékesíteni – ezzel azonban nem volt szerencséje.

## Az Unger-fraktúr

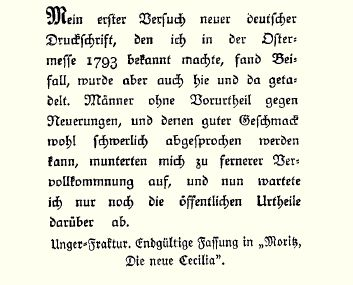
Részlet a legelső Unger-fraktúrral nyomtatott kiadványból, Karl Philipp Moritz Die neue Cecilia című művéből (1794)

A fraktúr betű a 18. században a rézmetszés-technika hatására hanyatlásnak indult. A klasszicizáló könyvstílus hódításával egyidejűleg a fraktúr átalakításának kérdése is előtérbe került. Az ízlés fejlődése ugyanis a 16. századi fraktúrt és annak elefántormánynak nevezett díszítéseit is meghaladottá tette. A neoklasszikus ízlés idegenkedett ettől a betűtípustól, így helyette lassanként egyre gyakrabban használták az antikvát Németországban is. Hamarosan dönteni kellett az antikva és a fraktúr alkalmazása között.
Az antikva–fraktúr vita nemcsak a német közvéleményt osztotta meg, hanem még a szakemberek között is vitát váltott ki. Voltak olyanok, akik egyenesen a fraktúr típus nyomdai száműzését javasolták (például Jacob Grimm), míg mások a nemzeti hagyományok megőrzése miatt is ragaszkodtak a tipikus német betűtípushoz.
A vitát végül Goethe és Schiller döntötte el – a fraktúr javára. Azonban a régi fraktúr – Baskerville, a Didot-k és Bodoni betűinek ismeretében – nem felelt meg az igényeknek, ezért le kellett egyszerűsíteni. Ennek érdekében először is meg kellett szüntetni a fraktúr hírhedt elefántormányait, lefaragni a csúcsokat és hegyecskéket, valamint megrövidíteni a nyúlványokat. Az így megtisztított betűszemen ezt követően már csak a szögletek antikvás legömbölyítése maradt hátra.
Az első kísérletek a fraktúr megújítására 1790-ben Joachim Heinrich Campe és Georg Gollner hallei vésnök és betűmetsző nevéhez kötődnek. Próbálkozásaik azonban nem arattak sikert, betűik „kissé vaskosak, tömpék, nyomottak, szóképeik sűrűek”  voltak. Ez a sikertelenség azonban felkeltette Unger figyelmét, és újabb megoldási lehetőségek keresésére ösztönözte.
Igaz, Unger nem volt betűmetsző, de az egyetemes tehetségű tipográfusok közé tartozott, könnyedén felismerte a problémák lényegét és kapcsolatait, szellemi kérdésekben pedig a haladó nézeteket képviselte. Mivel azonban nem értett a betűmetszéshez, ezért súlyos pénzek ellenében Firmin Didot-val – az antikva mesterével – kötött szerződést a leegyszerűsített, új ízlésnek megfelelő fraktúr betű három fokozatban való elkészítésére. Viszont Didot Párizsban három változatban is elkészített betűsorozata használhatatlannak bizonyult, senki sem fogadta el. Didot nem teljesen értette meg a gót betűt, ráadásul finom érzékű művész lévén nem is változtatott rajta erőszakosan. Így fraktúrja „nehézkes, döcögős, kanyargós lett, emellett pedig szögletes is maradt” – összképében tehát harmóniátlanra sikeredett.
Ezek után végül Unger maga fogott hozzá az új fraktúr megalkotásához. Ebben segítségére volt műhelyének betűmetszője, Johann Christian Gubitz. Munkája első eredményét 1793-ban megjelent tudósításában mutatta be. Próbálkozása azonban nem nyerte el mindenki tetszését. Ennek oka valószínűleg a keskeny, szorosra fogott betűkben keresendő. A tiszta, minden felesleges díszítéstől megszabadított Unger-fraktúr végül 1794-ben kapta meg végleges alakját. Ezzel az alakkal nyomtatásban először Karl Philipp Moritz Die neue Cecilia című műve jelent meg, 1794-ben. A következő két évben (1795–1796) szintén az új fraktúr alakkal jelent meg például Goethe Wilhelm Meister tanulóévei című munkája négy kötetben.
Az Unger-fraktúr méltán vált maradandóvá. A valódi, mai Unger-fraktúr erényei ugyanis a következők: „az íráskép tisztasága, világossága vetekszik az új antikváéval, minden ciráda, nyúlvány eltűnik vagy a legkevesebbre csökken, a szögletek megtompulnak, lekerekülnek, s mégis – legfőbb sikerként – az írás hiánytalanul megőrzi gót jellegét”. Az új fraktúr tehát a régihez képest „valóban könnyedebbnek, szellősebbnek és kevésbé cirkalmasnak hatott”, így nem meglepő, hogy a kortársak tetszését is elnyerte.

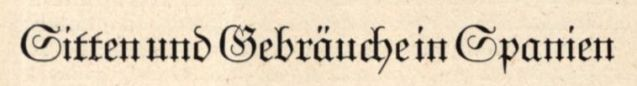
Unger-fraktúrral nyomtatott szövegrészlet 1794 körülről

Unger eredeti betűkészlete változatos utakon Hollandiába került, Carl Ernst Poeschel Haarlemben talált rá 1906-ban, s minden  további nélkül újra használni kezdte. Emellett Hermann Berthold és David Stempel betűöntödéi is forgalomba hozták. Az Unger-fraktúr Németországban hosszú időn át kedvelt betűtípus volt, ám a 20. században az antikva a német nyelvterületeken is egyre nagyobb teret hódított. A német szépirodalom még a múlt században is használta. A fraktúrt ma már csak kivételes esetekben alkalmazzák, azonban az Unger-típus még napjainkban is minden fraktúrváltozat apjának tekinthető.